# Waldo McTavish Skillings
Pour les articles homonymes, voir Skillings.
Waldo McTavish Skillings (9 septembre 1906-6 novembre 1981) est un homme politique canadien de l'Alberta et de la Colombie-Britannique. Il est député provincial créditiste de la circonscription britanno-colombienne de Victoria City de 1960 à 1966 et de Victoria de 1966 à 1972. Il est whip du gouvernement et ministre du Développement Industriel et du Commerce,.

## Biographie
Né à Port Elgin en Ontario, Skillings étudie au Victoria College (en) et à l'école normale de Victoria. Il travaille comme agent de la Great West Life (en) et conseiller municipal de la ville de Victoria,.
Skillings meurt d'une défaillance cardiaque à Victoria en novembre 1981 à l'âge de 75 ans,.